# Almost Friends
Almost Friends är en amerikansk dramakomedifilm från 2016. Den är skriven och regisserad av Jake Goldberger. I huvudrollerna ses Freddie Highmore och Odeya Rush.   

## Handling
En gång i tiden hade Charlie (Freddie Highmore) en lovande kockkarriär framför sig, nu har han tappat motivationen och bor hemma hos sin mamma (Marg Helgenberger), styvpappa och lillebror. Han jobbar på en biograf och lever genom sin vän Ben (Haley Joel Osment). Hans liv tar en oförutsägbar vändning när han förälskar sig i den lokala baristan Amber (Odeya Rush). Problemet är bara att Amber brottas med sina egna distraktioner: på grund av hennes rumskompis Jack  (Jake Abel) och sin pojkvän Brad (Taylor John Smith) som är en löparstjärna. Dessutom är hon fast besluten att flytta till New York. Till råga på allt så dyker Charlies frånvarande pappa (Christopher Meloni) oväntat upp just när han har börjat rannsaka sig själv ordentligt, vem han egentligen vill vara och vart han är på väg. Konflikterna avlöser varandra, kommer det bli för mycket för Charlie eller kommer han lyckas med att påbörja ett nytt kapitel i livet?

## Rollista
- Freddie Highmore - Charlie

- Odeya Rush - Amber
- Haley Joel Osment - Ben
- Christopher Meloni - Howard
- Marg Helgenberger - Samantha
- Rita Volk - Heather
- Jake Abel - Jack
- Taylor John Smith - Brad
- Lonnie Knight - Hemlösa mannen
- Gary Ray Moore - Ross
- Jon Hayden - Russel

## Produktion
I augusti 2015 så meddelade man att produktionen av dramakomedin Holding Patterns var igång med Freddie Highmore och Odeya Rush i huvudrollerna. Jake Goldberger var skapare av filmen samt manusförfattare och regissör. Alex Ginzburg och Tony Lee skulle producera filmen via Let it Play samt Jim Young via Animus Films. Filminspelningen påbörjades i juli 2015 i Alabama. Highmore och Volk syntes till under inspelningen på Spanish Fort High School nästkommande dag. Filmen bytte sedan namn från Holding Patterns till Almost Friends.
I oktober 2017 så köpte Gravitas Ventures och Orion Pictures distributionsrättigheterna till filmen och premiären beräknades till november 2017 (USA), och det blev även filmens premiärdatum.